# Collier-de-corail
Aricia  agestis
Espèce
Le Collier-de-corail ou Argus brun (Aricia agestis) est une espèce de lépidoptères (papillons) de la famille des Lycaenidae et de la sous-famille des Polyommatinae.

## Description

### Imago
C'est un petit papillon au dessus marron orné d'une ligne submarginale de taches orange et frange blanche.

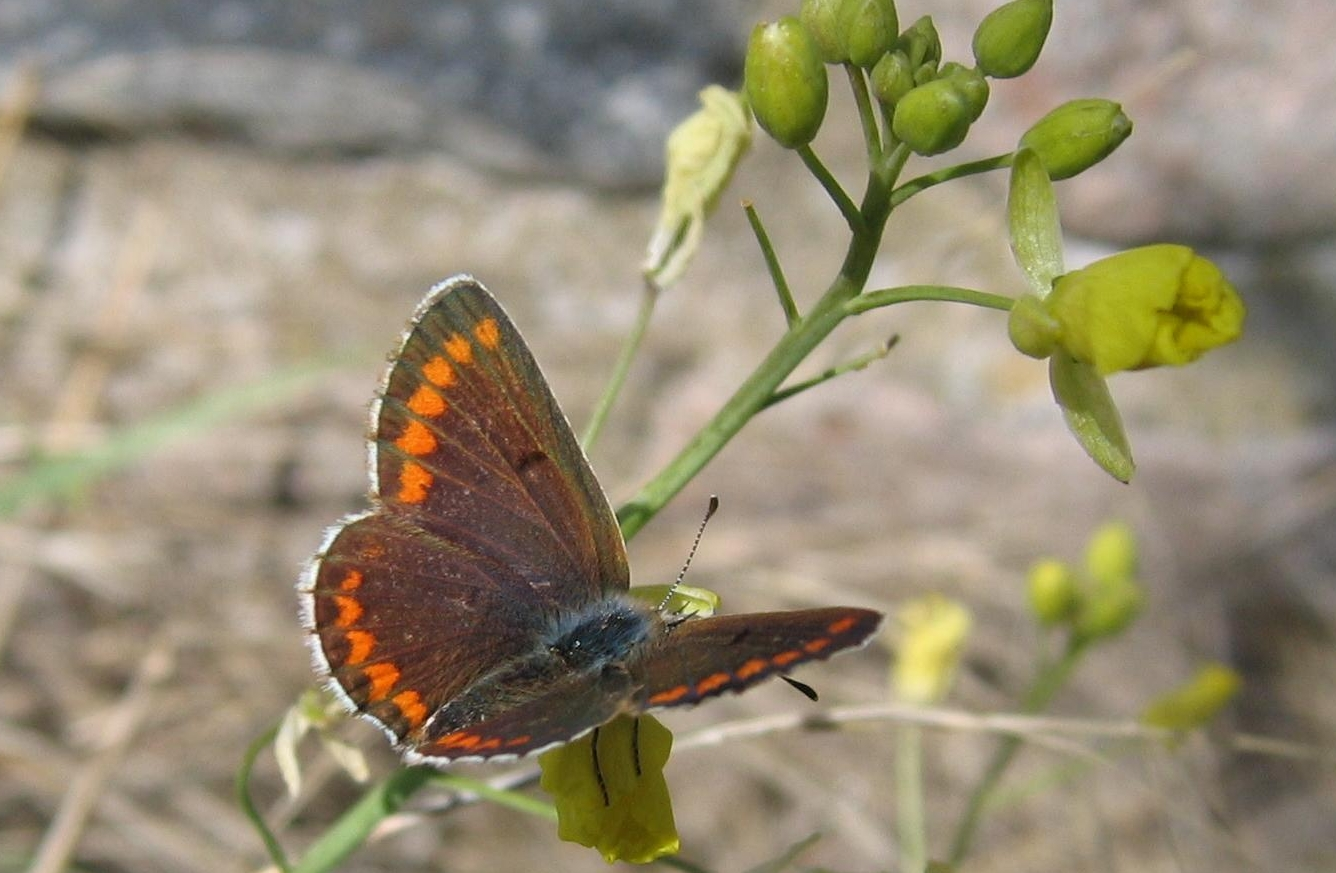
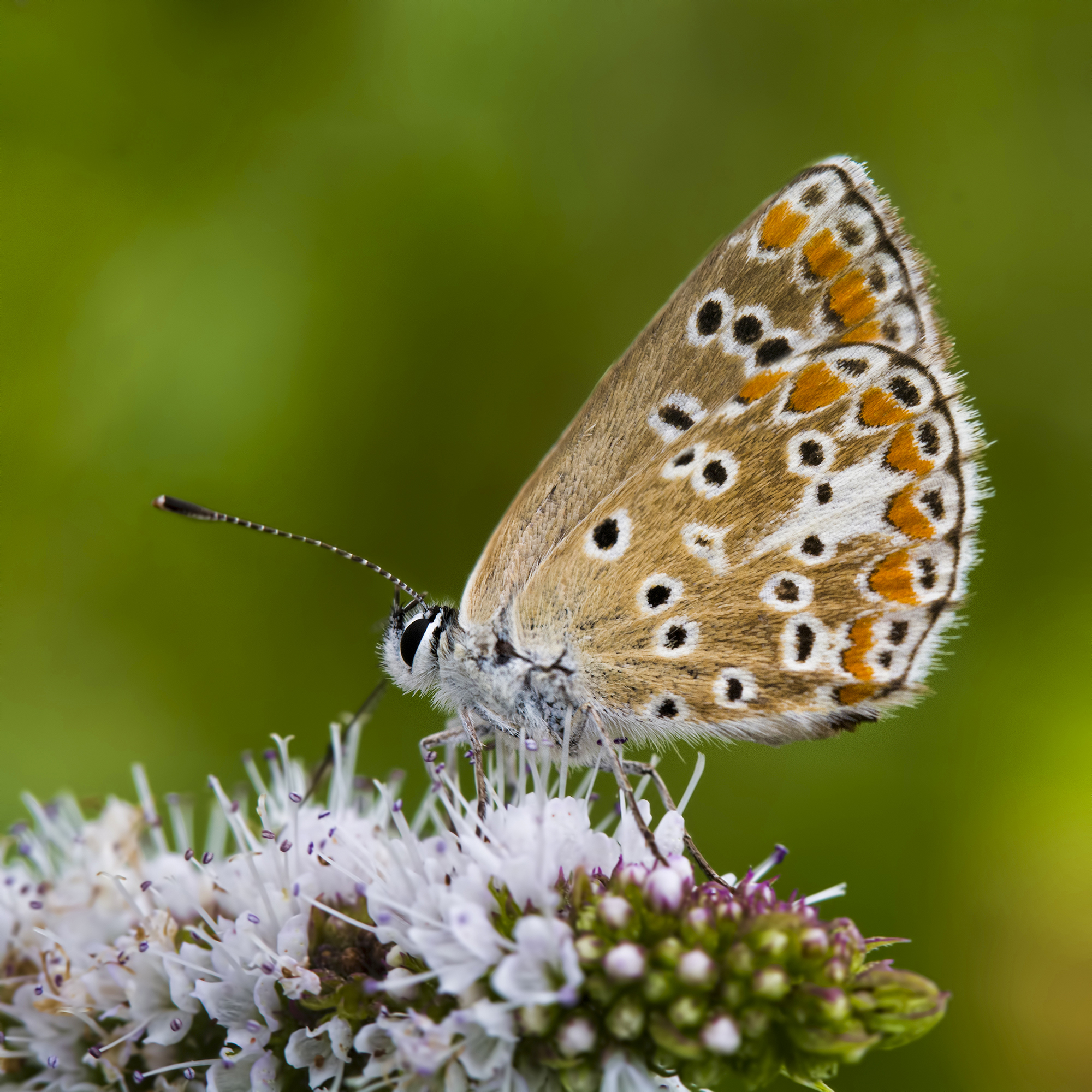
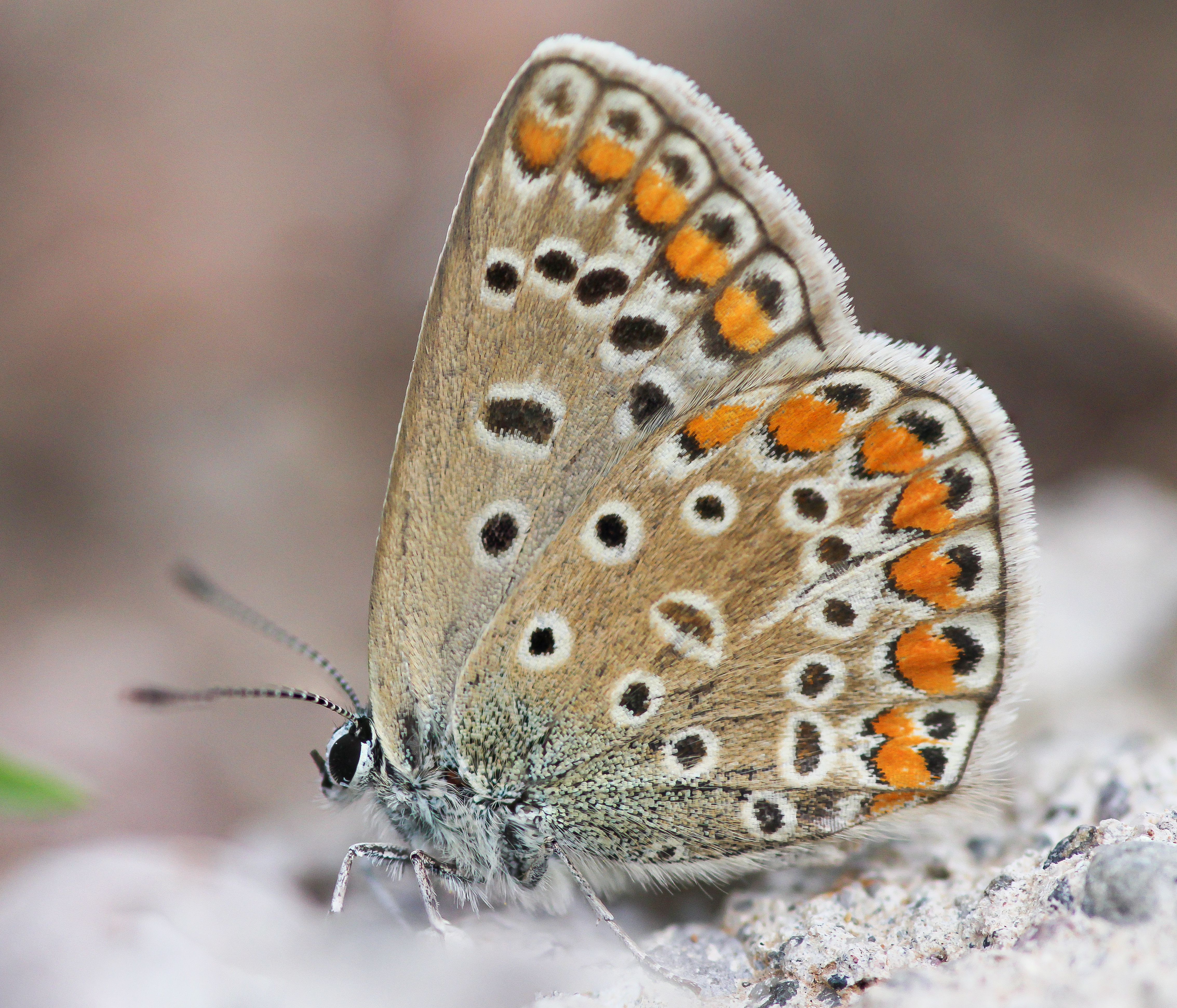

Le revers est beige, les ailes sont ornées d'une ligne de points blancs centrés de noir et d'une ligne submarginale de taches orange.

#### Espèce proche

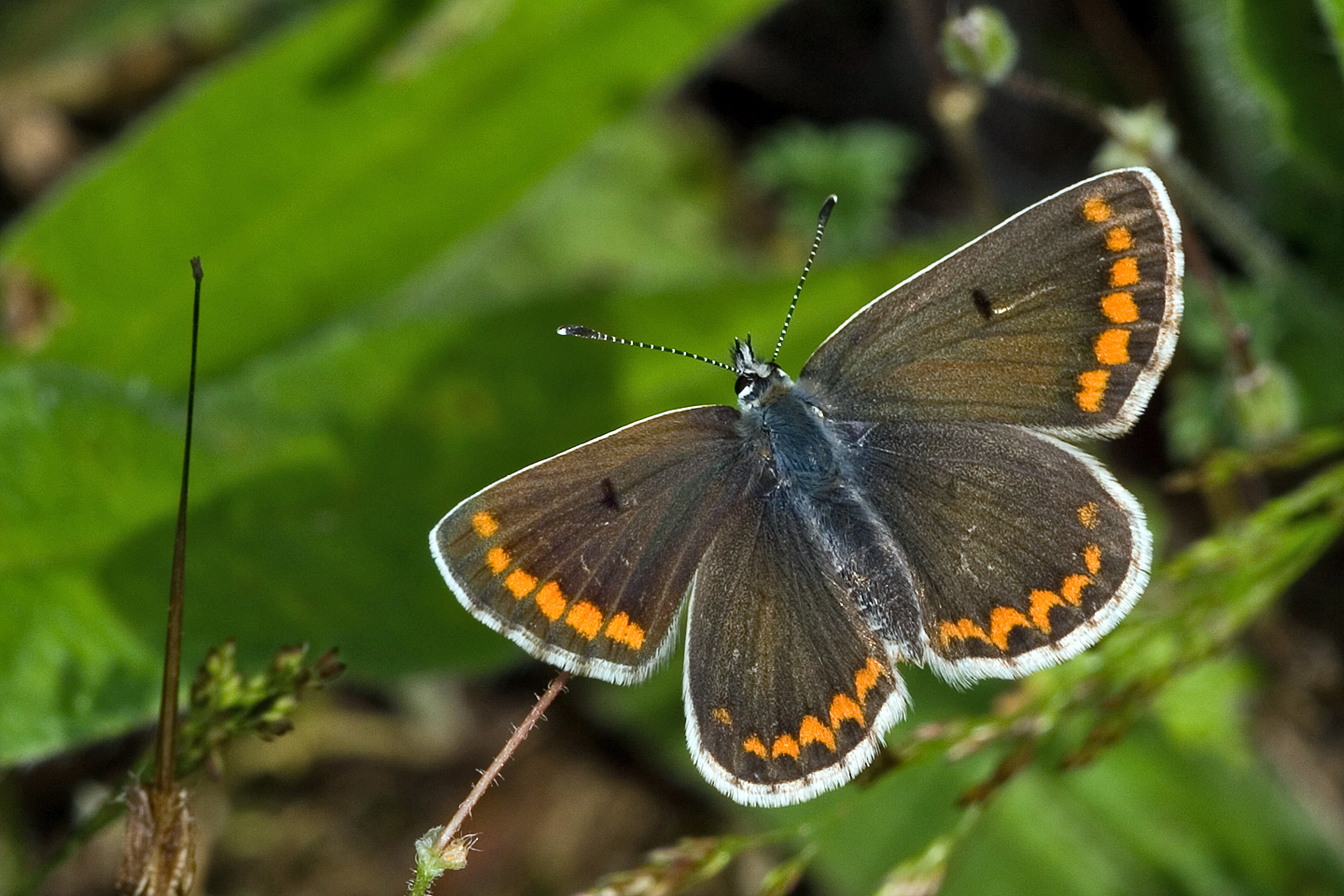
Argus brun : le recto

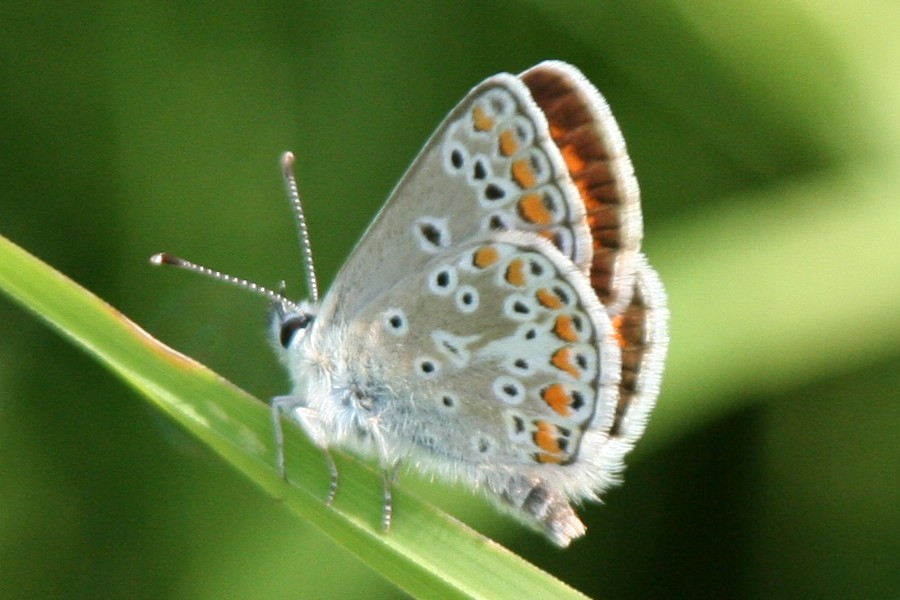
Argus brun : le verso

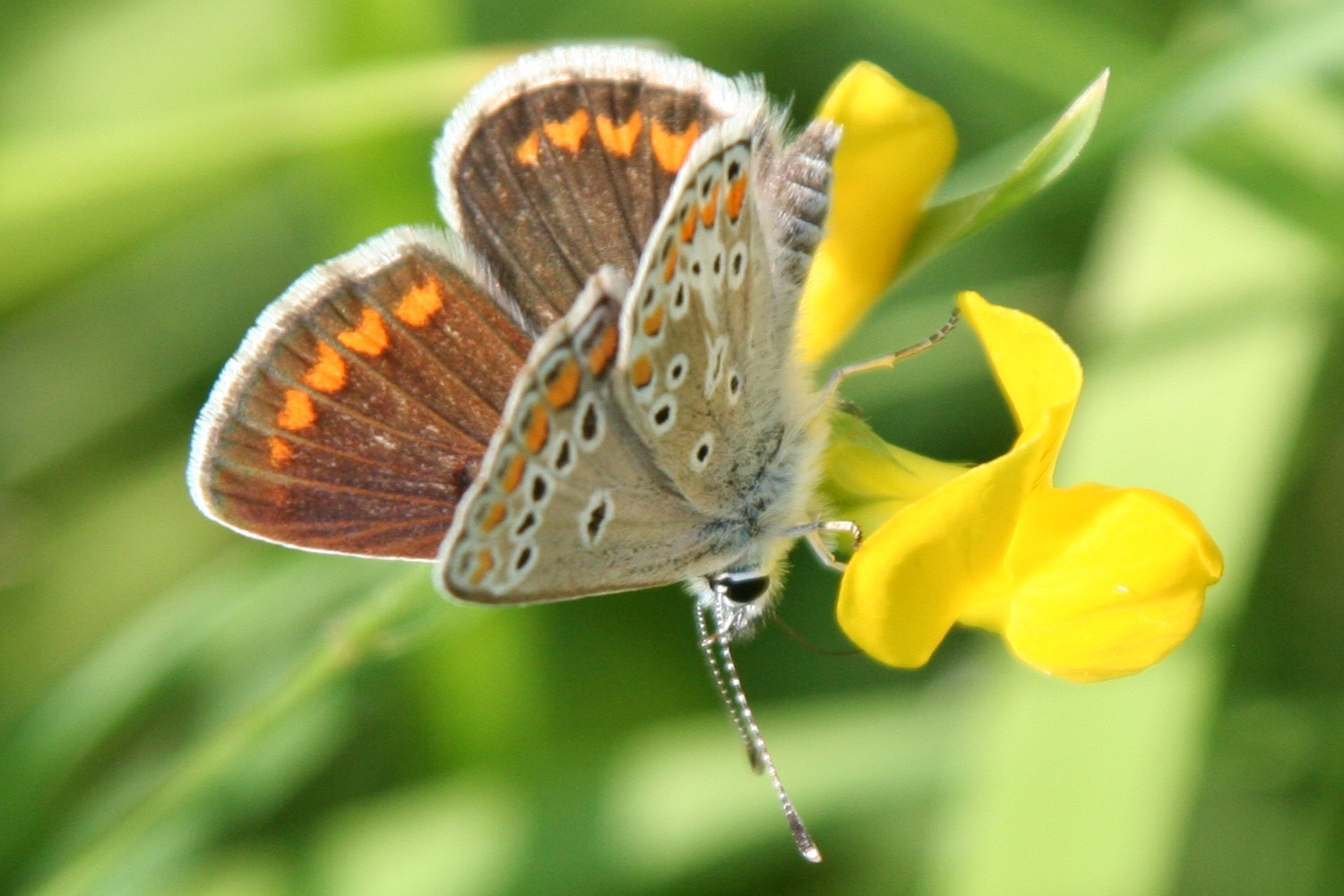
Argus brun : recto et verso

Il peut être confondu avec l'Argus de l'hélianthème dans l'aire de répartition de ce dernier.

### Chenille
La chenille, petite et trapue, possède une tête rétractile noire et un corps vert avec une ligne dorsale pourpre d'où partent des traits obliques vert foncé et sur les flancs une ligne pourpre.

## Biologie

### Période de vol et hivernation
Il vole d'avril à octobre, en une à trois générations en fonction de la latitude.
Il hiverne à l'état de chenille. Les chenilles sont soignées par les fourmis Lasius niger, Lasius alienus, Lasius flavus et Myrmica sabuteli.

### Plantes hôtes
Ses plantes hôtes sont Helianthemum nummularium, diverses géraniacées dont Geranium tuberosum, Geranium sanguineum, mais aussi des Erodium dont Erodium cicutarium et Erodium ciconium.

## Écologie et distribution
Le Collier-de-corail est présent en Afrique du Nord, dans toute l'Europe (sauf le Nord de l'Angleterre et en Scandinavie) et jusqu'à la Sibérie.
Il est répandu dans toute la France métropolitaine. 

### Biotope
Il habite les landes et les friches.

## Systématique
Aricia  agestis ([Denis & Schiffermüller], 1775)

### Synonymes
Plebejus agestis, Papilio astrarche (Bergsträsser, 1779), Papilio medon

### Noms vernaculaires
- en français : le Collier-de-corail, l’Argus brun
- en anglais : Brown argus
- en espagnol : Morena Serrana

### Sous-espèces
- Aricia agestis agestis dans le sud et le centre de l'Europe.
- Aricia agestis azerbaidzhana Obraztsov, 1935, au Caucase.
- Aricia agestis calida Chavigneire, en Sicile, Italie et Asie Mineure.
- Aricia agestis nazira (Moore, 1865) dans l'Himalaya[5]

## Collier-de-corail et l'Homme

### Protection
Pas de statut de protection particulier.